# Circulation à contresens
Pour les articles homonymes, voir Contresens.

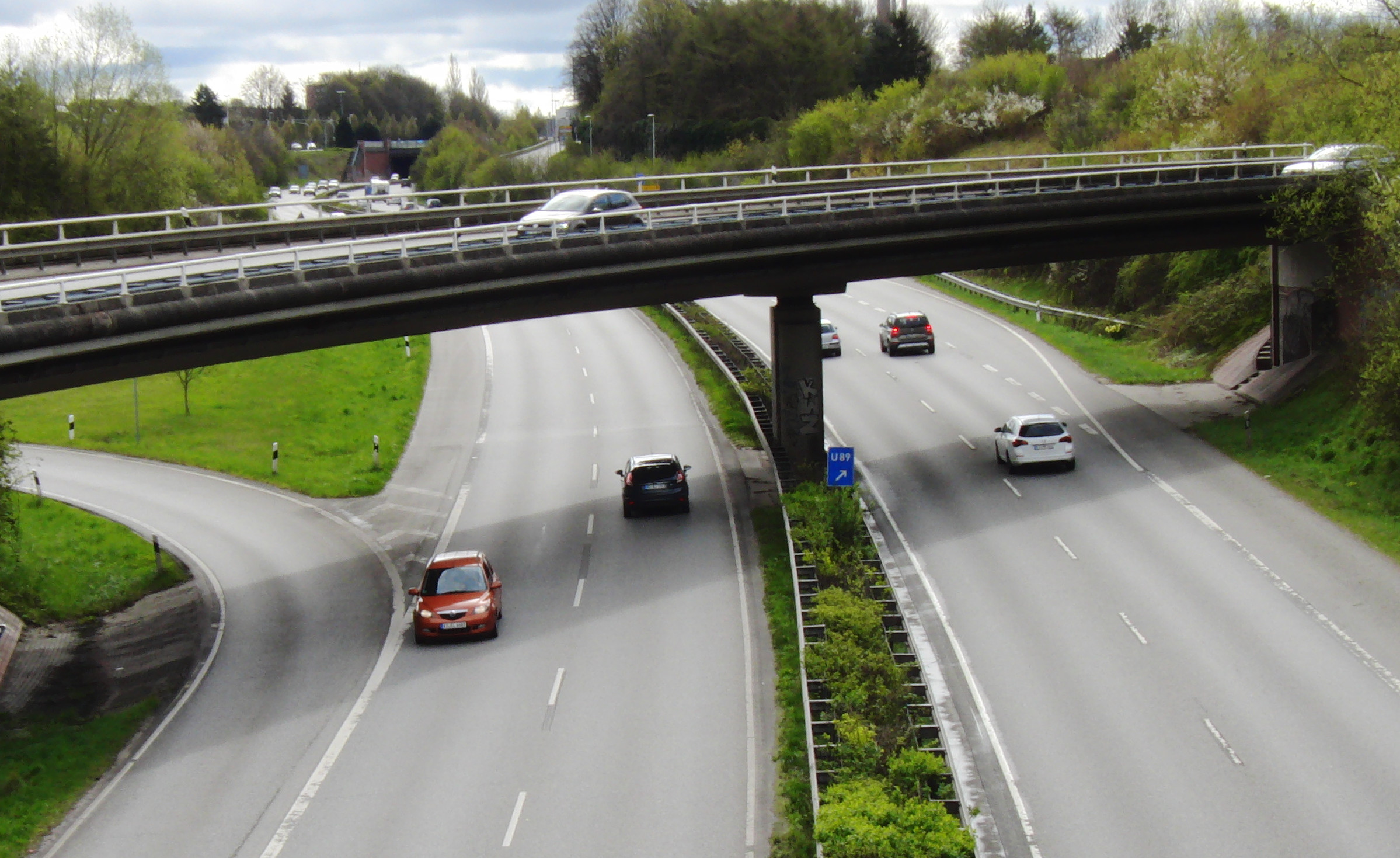
Circulation à contresens en Allemagne.

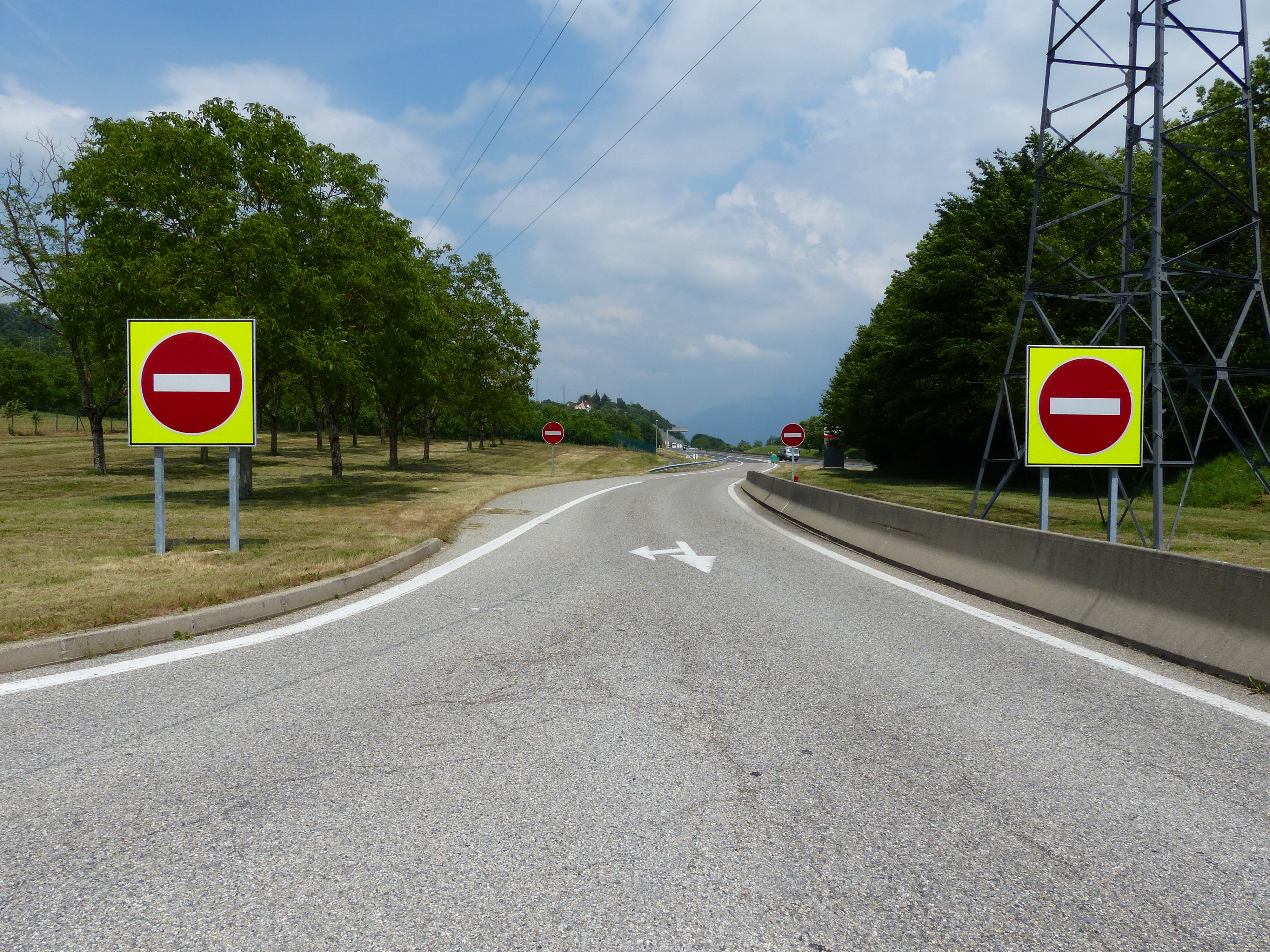
Signalisation visant à éviter la circulation à contresens à l'entrée d'une autoroute en France.

La circulation à contresens désigne le fait de circuler sur une voie/route dans le sens contraire de celui qui est imposé par la loi aux véhicules ordinaires. 
Un conducteur circulant à contresens est appelé en Belgique « conducteur fantôme », et son véhicule « voiture fantôme » dans le cas d'une voiture,,. 
La circulation à contresens sur une voie amène à se retrouver face-à-face avec les véhicules circulant dans le sens imposé et a comme principal risque la collision frontale avec l'un d'entre eux.
Lorsque pour une route et pour certaines catégories de véhicules, la circulation à contresens du trafic est prévue par la loi, elle se fait dans des files dédiées contresens d'autobus de manière  ou dans des rues à vitesses réduites pour les contresens cyclable, de la manière, dans les deux cas, à ne pas générer de risque de collision.
Sur la route, la conduite à contresens du sens légal peut être dû à l'une des actions suivantes :
- entrer dans une voie à sens unique (sens interdit) ;
- faire demi-tour sur une voie à sens unique ;
- prendre un rond-point en sens inverse ;
- rouler du côté opposé du sens de circulation d'un réseau routier, c'est-à-dire conduire à gauche là où la conduite se faite à droite ou vice-versa.

Les voies rapides sont généralement à chaussées séparées afin d'éviter le choc frontal dont les conséquences sont dramatiques à vitesses élevées. De ce fait les contresens font l'objet d'une forte médiatisation et d'une faible acceptation sociale. En France, ils causent 1 % des accidents, mais 4 % des accidents mortels, soit environ 50 personnes tuées chaque année.

## Statistiques françaises
La France dispose d'un observatoire des contresens animé par les sociétés d'autoroutes depuis 2009, il s'agit de l'observatoire ASFA des contresens, ou observatoire des SCA.
En 2017, en France, 968 évènements de circulation à contresens (y compris marche arrière) ont été confirmés sur le réseau ASFA, soit trois par jour en moyenne, et 645 évènements ont été détectés sans être confirmés.
80% des événements contresens ont été détectés sur réseau ouvert, c'est-à-dire dont les barrières de péage ne se situent pas à la fois à l'entrée et à la sortie de l'autoroute, qui ne représentent pourtant que 20% du réseau.
Sur l'ensemble des réseaux, concédés et non concédés, 104 accidents sont dus à une prise de la chaussée séparée à contresens, dont 24 mortels.
Les personnes de plus de 75 ans et les personnes alcoolisées sont plus susceptibles d'un accident à contresens que d'un accident ordinaire.

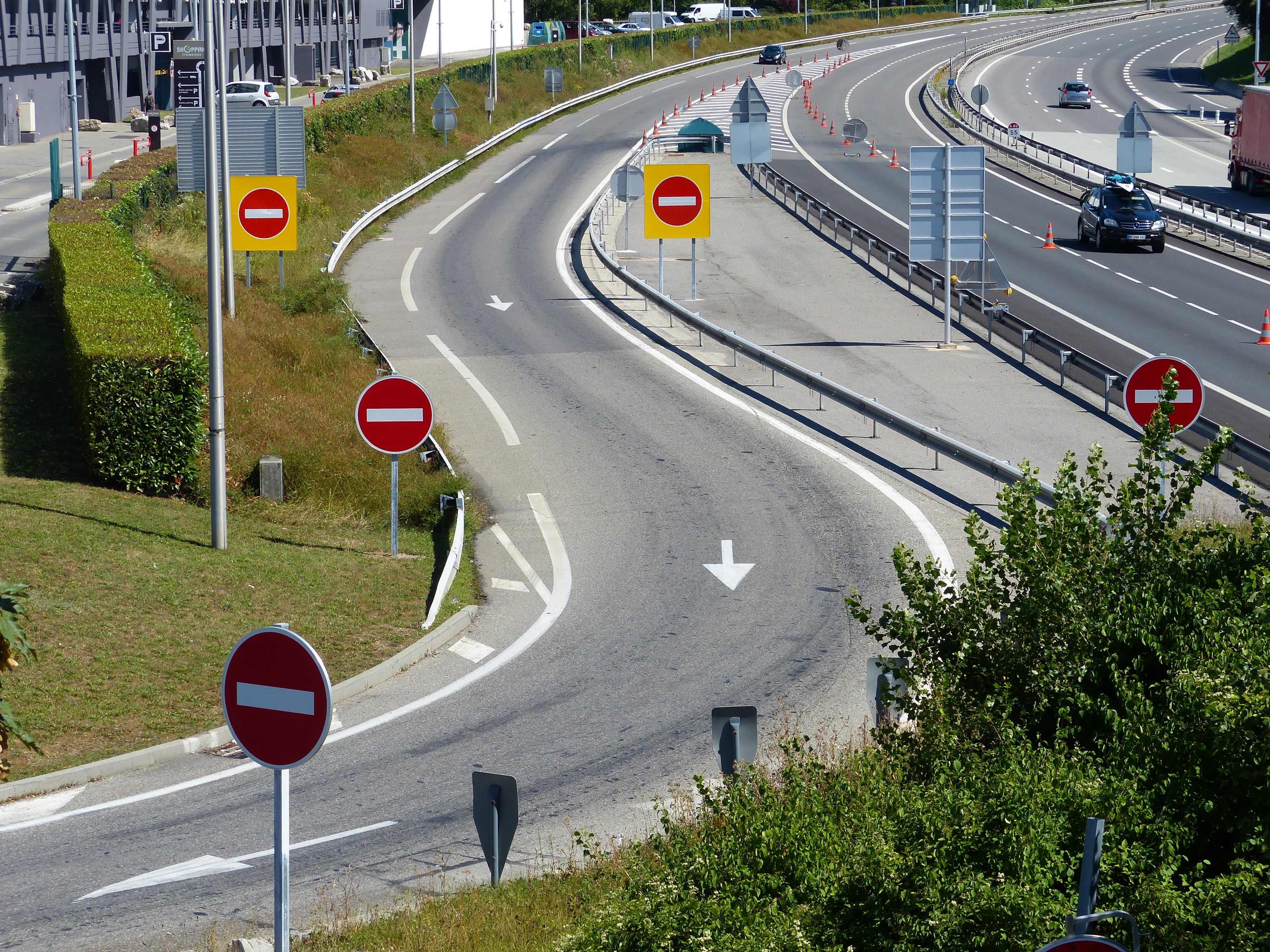
L'une des préconisations du CNSR est la standardisation des panneaux B1j sur fond jaune. Panneaux B1 et B1j sur une sortie d'autoroute (A40, sortie Annemasse)

59% des contresens confirmés surviennent sur le réseau urbain qui ne représente que 8% du linéaire routier.
Pour des raisons techniques, il est temporairement impossible d'afficher le graphique qui aurait dû être présenté ici.

Pour des raisons techniques, il est temporairement impossible d'afficher le graphique qui aurait dû être présenté ici.

Pour des raisons techniques, il est temporairement impossible d'afficher le graphique qui aurait dû être présenté ici.